# 安圖哈巴圖
安圖哈巴圖（Antohabato）為位在馬達加斯加的城鎮，由阿齊莫-安德列發那區南貝蒂烏基縣（Betioky Sud District）管轄。2001年人口普查估計該城鎮人口約有7,000人。
該城鎮僅有小學。該城鎮有80%的居民為農民，另外有15%的居民從事畜牧業。豆類為該城鎮最主要的作物，而其他主要作物還有洋蔥以及稻米等。另外從事服務業的居民佔該城鎮人口總數的5%。